# Удачи, Чак!
«Удачи, Чак!» (англ. Good Luck Chuck) — американская комедия 2007 года, произведённый студиями Lions Gate Films и Karz Entertainment.
Режиссёром этой комедии выступил Марк Хелфрич. Главные роли в этом фильме исполнили Джессика Альба и Дейн Кук, а также Дэн Фоглер, Лонни Росс и Мишель Харрисон. Премьера фильма состоялась 13 июня 2007 года в США на фестивале фильмов в Майами. Премьера в России состоялась 13 октября. Продолжительность фильма 96 минут.

## Сюжет
Главный герой фильма — молодой парень Чак, зубной врач по профессии. Некогда одержимая сексуальными желаниями одноклассница наложила на него проклятие. Теперь у него есть небольшая проблема: как только он переспит с понравившейся девушкой, она тут же уходит к другому и более того — выходит за того замуж, а Чак остаётся не у дел.
(Игра слов в названии фильма: Good Luck Charm — амулет, приносящий счастье.)
О такой способности Чака (нести счастье другим) узнают многие девушки и женщины, они готовы всё отдать за ночь с Чаком и дальнейшее счастье. А Чаку уже это всё надоедает — он пресытился сексом без любви.
Но вот Чак встречает девушку Кэм (смотрительницу вольера пингвинов в зоопарке и к тому же с ней постоянно что-то случается), влюбляется в неё и понимает, что она — девушка его мечты. Теперь Чак должен как-то избавиться от своего проклятья, чтобы не потерять Кэм и сделать себя и её счастливыми.

## В ролях
| Актёр           | Роль           |
| --------------- | -------------- |
| Дейн Кук        | Чарли Логан    |
| Джессика Альба  | Кэм Вэкслер    |
| Дэн Фоглер      | Стью           |
| Лонни Росс      | Джоэ           |
| Мишель Харрисон | Эниша          |
| Саша Питерс     | готесса        |
| Челан Симмонс   | Кэрол          |
| Джоди Стюарт    | Элеанор Скэппл |